# Савойское графство

Владения графов Савойи в XII веке

Савойское графство (фр. Comté de Savoie, лат. Comitatus Sabaudiae) — феодальное владение в составе Священной Римской империи, существовавшее в XI—XV веках.

## История
Местность Савойя (Sapaudia), в Римской Галлии, впервые упоминается в IV столетии по Рождестве Христовом. С разрешения древних римлян её, в 443 году, заняли остатки побеждённых гуннами бургундов, которые сделали её исходным пунктом для дальнейших завоеваний в долине Роны. После распада монархии Каролингов Савойя вошла в состав Бургундии. 
В 1032 году Бургундия с Савойей подчинилась власти германских королей. Гумберт I Белорукий в молодости состоял при дворе последнего короля Бургундии. В 1032 году Гумберт осадил столицу епископа Морьенского и вынудил того просить о пощаде. Епископия была упразднена, а часть епископских владений была передана императором своему верному вассалу. Вскоре после этого Гумберт стал именовать себя графом Морьенским и Савойским («comes in agro Savoiensi»). Своей столицей Гумберт избрал выгодно расположенный посередине своих владений городок Эгбель.
В 1046 году граф Оттон вступил в брак с Аделаидой Сузской, дочерью Ульрика-Манфреда, маркграфа Туринского, из династии Ардуинов. Этот брак значительно расширил территорию Савойи, добавив к ней часть земель в Пьемонте и обеспечив выход к побережью Средиземного моря. После смерти Аделаиды Савойя утратила все свои земли к востоку от Альп, за исключением Суз.
В 1232 году граф Томас I перенёс резиденцию графов Савойских в Шамбери. После его смерти его владения были разделены между сыновьями; графство Савойя стало лишь одной из земель Савойского дома.
В 1285 году графом Савойи стал Амадей V. В 1313 году он получил статус «имперский» из рук императора Генриха VII. Граф Амадей VI путём завоеваний и покупок к 1360 году расширил свои владения в западных Альпах, позже он присоединил к ним территории на итальянской стороне гор. Амадей VII присоединил к своим владениям Кони и Ниццу. Амадей VIII в 1416 году получил от императора Сигизмунда герцогский титул в награду за содействие в борьбе с гуситами.

## Графы Савойские
- 1032—1047/1048 : Гумберт I Белорукий (970/975—1047/1058)
- 1047/1048—1051 : Амадей I Хвост (995/1000—после 1051), сын предыдущего
- 1051—1060 : Оттон I (1017—1060), брат предыдущего
- 1060—1078 : Пьер I (1048/1049—1078), сын предыдущего
- 1078—1080 : Амадей II (1050—1080), брат предыдущего
- 1080—1103 : Гумберт II Сильный (1072—1103), сын предыдущего
- 1109—1148 : Амадей III (1095—1148), сын предыдущего
- 1150—1189 : Гумберт III Святой (1136—1189), сын предыдущего
- 1189—1233 : Томас I (1178—1233), сын предыдущего
- 1233—1253 : Амадей IV (1197—1253), сын предыдущего
- 1253—1263 : Бонифаций I Роланд (ум.1263), сын предыдущего
- 1253—1259 : Томас II (1202—1259), дядя предыдущего и его соправитель
- 1263—1268 : Пьер II Маленький Шарлемань (1203—1268), брат предыдущего
- 1268—1285 : Филипп I (1207—1285), брат предыдущего
- 1285—1323 : Амадей V Великий (1253—1323), племянник предыдущего
- 1323—1329 : Эдуард I Либерал (1284—1329), сын предыдущего
- 1329—1329 : Жанна Савойская (1310—1344), дочь предыдущего. В 1329 отказалась от своих прав в пользу дяди, однако в 1330 вновь стала претендовать на графство Савойское. Окончательно отказалась от своих прав в 1339 в обмен на 6000 ливров годового дохода.
- 1329—1343 : Аймон I Тихий (1291—1343), дядя предыдущей
- 1343—1383 : Амадей VI Зелёный (1334—1383), сын предыдущего
- 1383—1391 : Амадей VII Рыжий (1360—1391), сын предыдущего
- 1391—1417 : Амадей VIII Миролюбивый (1383—1451), сын предыдущего. В 1417 получил титул герцога Савойского от императора Сигизмунда I.